# AEG B.II
L'AEG B.II fu un ricognitore biposto biplano prodotto in modesta quantità dall'azienda tedesco imperiale Allgemeine Elektrizitäts-Gesellschaft (AEG) negli anni dieci del XX secolo.
Sviluppato nel 1914 entrò in servizio nei reparti della Luftstreitkräfte, la componente aerea del Deutsches Heer (l'esercito imperiale tedesco), già nelle prime fasi della prima guerra mondiale ma ben presto venne accantonato superato nelle prestazioni da modelli più recenti.

## Storia del progetto
Durante le prime fasi della prima guerra mondiale, l'industria meccanica progredì velocemente nello sviluppo della componentistica sottoposta alle autorità militari tedesco imperiali. Nell'ambito aeronautico, le nuove esigenze belliche crearono i presupposti per la produzione di nuovi velivoli da destinare ai reparti della Luftstreitkräfte, la componente aerea del Deutsches Heer (l'esercito imperiale tedesco).
In quest'ambito la AEG, dopo aver realizzato il B.I che rispondeva alle specifiche Idflieg per la classe B Typ, quella dei ricognitori biposto biplani non armati, sviluppò un nuovo modello, il secondo di quel tipo realizzato dall'azienda e che per questo assunse la designazione B.II.
Il B.II conservava l'aspetto generale del suo predecessore ma adottava una diversa ala, più piccola e collegata da due coppie di montanti per lato invece che tre, ed una più potente motorizzazione, il Mercedes D.II.

## Tecnica
L'AEG B.II conservava l'aspetto generale, per l'epoca convenzionale, dei simili modelli prodotti nello stesso periodo dalle altre aziende: biplano, monomotore biposto con carrello fisso.
La fusoliera, realizzata con struttura in tubi d'acciaio saldati e ricoperta di tela verniciata, era caratterizzata due abitacoli aperti in tandem, l'anteriore destinato all'osservatore ed il posteriore al pilota. Posteriormente terminava in un impennaggio classico monoderiva dotato di piani orizzontali controventati da una coppia di montanti obliqui per lato.
La configurazione alare era biplana con ala superiore dall'apertura leggermente superiore dell'inferiore, collegate tra loro da una doppia coppia di montanti per lato ed integrati da tiranti in cavetto in acciaio.
Il carrello d'atterraggio era fisso, molto semplice, montato su una struttura tubolare al di sotto della fusoliera, dotato di ruote di grande diametro collegate da un asse rigido ed integrato posteriormente con un pattino d'appoggio.
La propulsione era affidata ad un motore Mercedes D.II, un 6 cilindri in linea raffreddato a liquido capace di erogare una potenza pari a 120 PS (88 kW), posizionato all'apice anteriore della fusoliera racchiuso da un cofano metallico ed abbinato ad un'elica bipala in legno a passo fisso.
Sui modelli identificati dall'Idflieg B Typ non era previsto alcun armamento.

## Impiego operativo
Il B.II cominciò ad essere consegnato alle prime Feldflieger Abteilung (FAA), piccole unità aeree con funzioni generiche del Deutsches Heer, durante le fasi iniziali della prima guerra mondiale, venendo impiegato in missioni di ricognizione aerea e come aereo da addestramento.

## Utilizzatori
Germania
- Luftstreitkräfte